# Коллбран (Колорадо)
Коллбран (англ. Collbran) — місто (англ. town) в США, в окрузі Меса штату Колорадо. Населення — 369 осіб (2020).

## Географія
Коллбран розташований за координатами 39°14′24″ пн. ш. 107°57′52″ зх. д. / 39.24000° пн. ш. 107.96444° зх. д. (39.239907, -107.964552).  За даними Бюро перепису населення США в 2010 році місто мало площу 1,57 км², уся площа — суходіл.

### Клімат
| Клімат : Коллбран     | Клімат : Коллбран | Клімат : Коллбран | Клімат : Коллбран | Клімат : Коллбран | Клімат : Коллбран | Клімат : Коллбран | Клімат : Коллбран | Клімат : Коллбран | Клімат : Коллбран | Клімат : Коллбран | Клімат : Коллбран | Клімат : Коллбран | Клімат : Коллбран |
| Показник              | Січ.              | Лют.              | Бер.              | Квіт.             | Трав.             | Черв.             | Лип.              | Серп.             | Вер.              | Жовт.             | Лист.             | Груд.             | Рік               |
| Середній максимум, °C | 1,7               | 5,0               | 10,0              | 15,0              | 20,6              | 26,7              | 30,0              | 28,9              | 23,9              | 17,8              | 8,9               | 2,8               | 15,6              |
| Середній мінімум, °C  | −12,2             | −9,4              | −5                | 0,0               | 2,8               | 6,7               | 10,0              | 8,9               | 5,0               | 0,0               | −6,1              | −11,1             | 0,0               |
| Норма опадів, мм      | 28                | 28                | 38                | 38                | 38                | 20                | 28                | 36                | 38                | 38                | 28                | 25                | 381               |
| --------------------- | ----------------- | ----------------- | ----------------- | ----------------- | ----------------- | ----------------- | ----------------- | ----------------- | ----------------- | ----------------- | ----------------- | ----------------- | ----------------- |
| Джерело: Weatherbase  |                   |                   |                   |                   |                   |                   |                   |                   |                   |                   |                   |                   |                   |

## Демографія
Згідно з переписом 2010 року, у місті мешкало 708 осіб у 189 домогосподарствах у складі 125 родин. Густота населення становила 450 осіб/км².  Було 221 помешкання (140/км²).
Расовий склад населення:
| - 86,6 % — білих - 4,8 % — чорних або афроамериканців - 1,8 % — корінних американців - 0,3 % — вихідців з тихоокеанських островів - 0,3 % — азіатів - 4,4 % — осіб інших рас |

До двох чи більше рас належало 1,8 %. Частка іспаномовних становила 16,9 % від усіх жителів.
За віковим діапазоном населення розподілялося таким чином: 27,3 % — особи молодші 18 років, 63,9 % — особи у віці 18—64 років, 8,8 % — особи у віці 65 років та старші. Медіана віку мешканця становила 22,4 року. На 100 осіб жіночої статі у місті припадало 113,3 чоловіків;  на 100 жінок у віці від 18 років та старших — 122,9 чоловіків також старших 18 років.
Середній дохід на одне домашнє господарство  становив 50 720 доларів США (медіана — 32 361), а середній дохід на одну сім'ю — 61 092 долари (медіана — 51 250). За межею бідності перебувало 42,9 % осіб, у тому числі 36,8 % дітей у віці до 18 років та 0,0 % осіб у віці 65 років та старших.
Цивільне працевлаштоване населення становило 323 особи. Основні галузі зайнятості: освіта, охорона здоров'я та соціальна допомога — 37,5 %, мистецтво, розваги та відпочинок — 23,5 %, роздрібна торгівля — 9,0 %, сільське господарство, лісництво, риболовля — 8,7 %.